# Nisída Sálagko
Nisída Sálagko är en ö i Grekland.   Den ligger i prefekturen Kykladerna och regionen Sydegeiska öarna, i den sydöstra delen av landet, 160 km sydost om huvudstaden Aten.